# Curveball

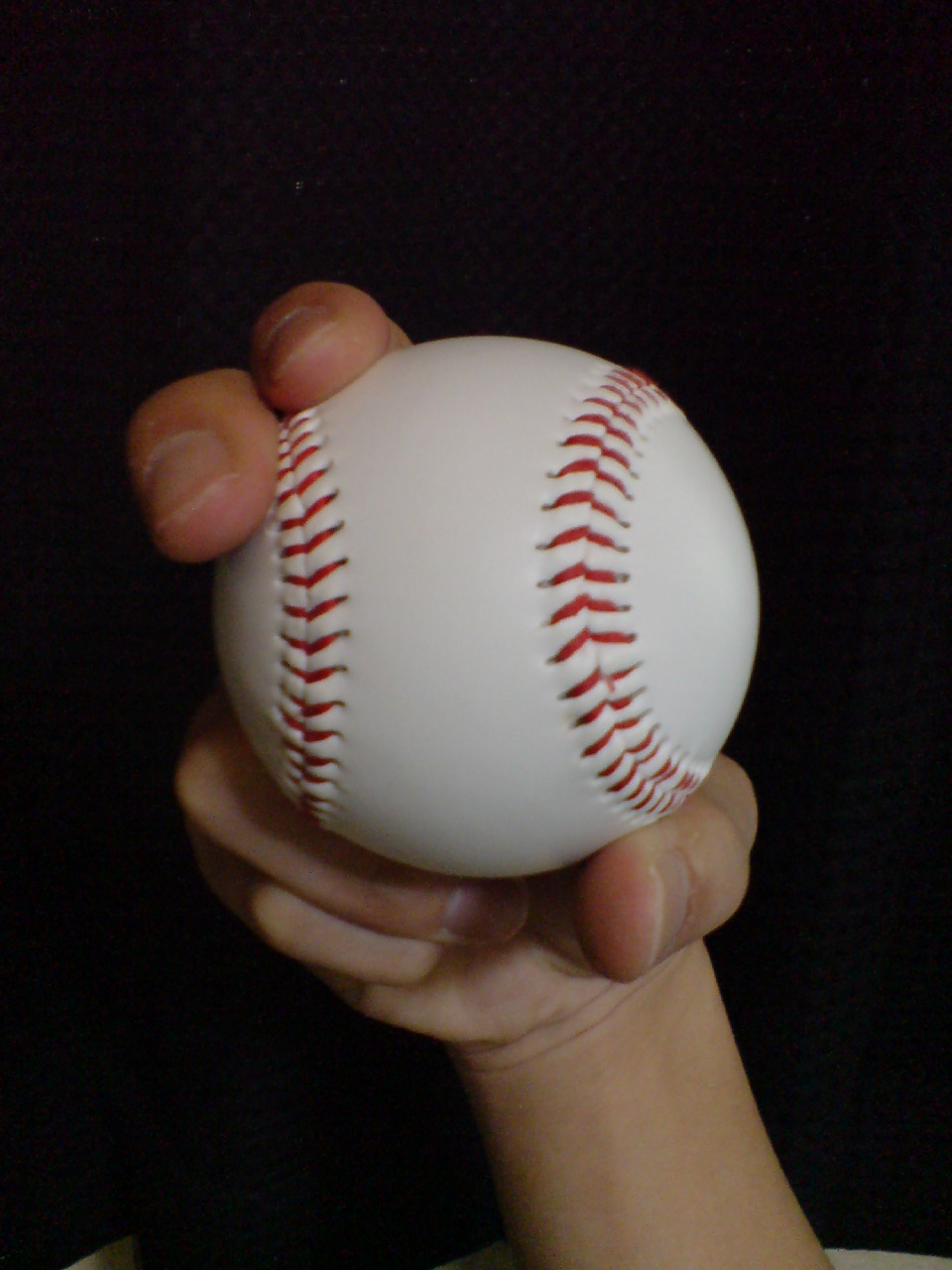
Greppet när man kastar en curveball.

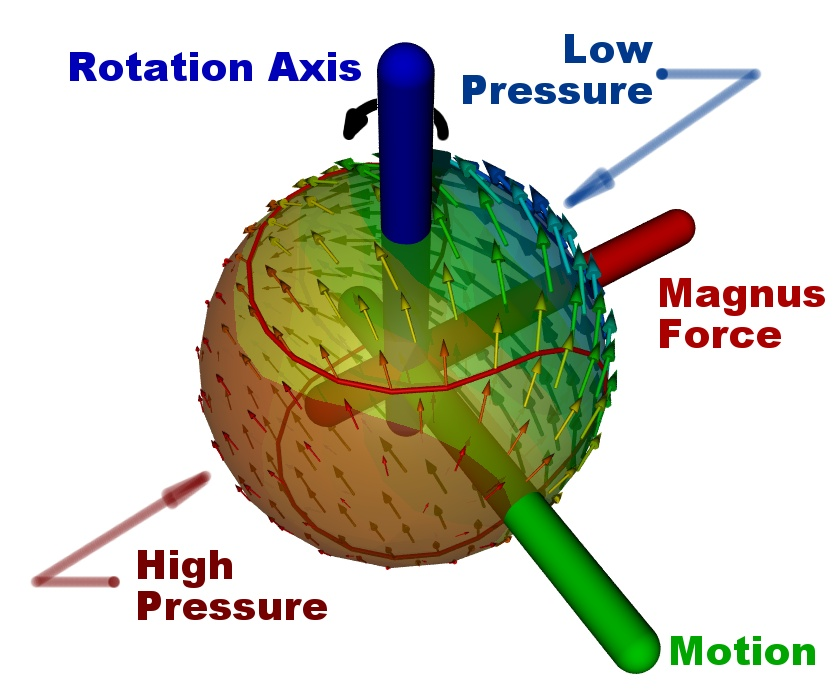
Aerodynamiken som ligger bakom en curveball.

Curveball är en typ av kast som en pitcher i baseboll använder för att försvåra för slagmannen att träffa bollen.
Pitchern har när han kastar en curveball ett speciellt grepp om bollen och släpper iväg den med kraftig rotation. En baseboll har kraftiga förhöjda sömmar på sin yta, vilka genom rotationen påverkar bollens bana att krökas (curve).
Ett liknande kast är slider, som även det är skruvat men något hårdare och därför kan beskrivas som en blandning av en curveball och en fastball.